# Anna di Gran Bretagna
Anna Stuart (St. James's, 6 febbraio 1665 – Kensington Palace, 1º agosto 1714) è stata una sovrana britannica, regina di Inghilterra, Scozia e Irlanda dall'8 marzo 1702 al 1707, quando il Regno d'Inghilterra e quello di Scozia furono uniti in un unico stato e Anna divenne quindi la prima sovrana del nuovo Regno di Gran Bretagna, restando contemporaneamente regina d'Irlanda.
Anna fu l'ultima sovrana del casato degli Stuart; le succedette un lontano cugino, Giorgio I del casato di Hannover, la cui nonna materna Elisabetta di Boemia era figlia di Giacomo I d'Inghilterra.

## Biografia
La vita di Anna fu segnata da molte crisi relative alla successione alla corona. Il padre Giacomo II, cattolico, fu deposto con la forza nel 1688, mentre la sorella maggiore e il cognato (e cugino) divennero regina e re con il nome di Maria II e Guglielmo III. Si ritiene oggi che entrambe le sorelle Maria e Anna soffrissero della sindrome da anticorpi antifosfolipidi su base familiare, causa di frequenti aborti e parti prematuri tanto che, malgrado le numerose gravidanze, né l'una né l'altra furono in grado di generare un erede che sopravvivesse fino all'età adulta. Ciò provocò una crisi di successione, perché in assenza di un erede protestante si temeva che il padre Giacomo II, o il figlio da lui avuto nel secondo matrimonio, tentassero la riconquista del trono.
Per questa ragione nel 1701 il Parlamento approvò l'Act of Settlement, una legge di successione che escludeva tutti i discendenti cattolici degli Stuart, designando di fatto al loro posto il casato di Hannover. L'Inghilterra costrinse la Scozia ad accettare questa scelta, giungendo nel 1707 all'unificazione dei due regni con l'Atto di Unione, con cui nasceva il Regno di Gran Bretagna.
Il regno di Anna fu segnato dallo sviluppo del sistema a due partiti che aveva cominciato a delinearsi nel regno di Maria e Guglielmo. Anna personalmente preferiva i tory, ma la sua amica più intima e probabilmente più influente consigliera fu Sarah Churchill, duchessa di Marlborough, moglie di John Churchill, I duca di Marlborough, il più importante condottiero inglese dell'epoca ed esponente di spicco dei whig: tuttavia anch'essa cadde in disgrazia durante la guerra di successione spagnola.

### Primi anni

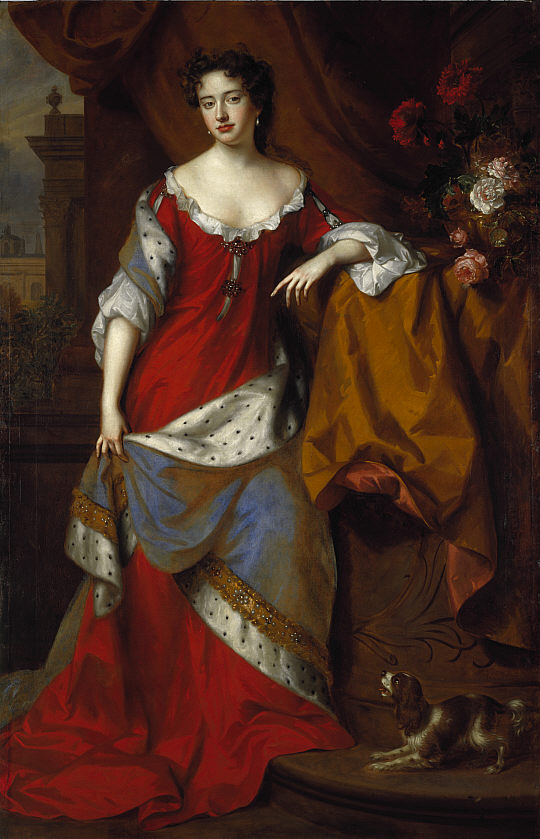
La regina Anna

Anna era la quarta figlia e seconda femmina di Giacomo, duca di York (più tardi Giacomo II) e della sua prima moglie, Lady Anna Hyde, figlia di Edward Hyde, primo conte di Clarendon, un importante politico dell'epoca; la sua sorella maggiore, più grande di tre anni, era la futura Maria II. Degli otto figli del primo matrimonio di Giacomo, solo lei e la sorella sopravvissero sino all'età adulta. Anna da bambina soffrì di un'infezione all'occhio: per essere curata, fu inviata in Francia, dove visse prima con la nonna paterna, Enrichetta Maria e, dopo la sua morte, con la zia Enrichetta Anna d'Orléans. Anna ritornò dalla Francia nel 1670 dopo la morte della zia, e poi perse anche la madre un anno dopo; nel 1673 fece la conoscenza di Sarah Jennings, futura moglie di John Churchill, uno dei più importanti generali dell'epoca di Anna, la quale sarebbe divenuta la sua più intima amica e una dei suoi più influenti consiglieri.
Verso il 1672 la conversione di Giacomo II al cattolicesimo divenne di pubblico dominio, ma su ordine di Carlo II Anna e Maria furono educate come protestanti. Nel novembre 1677, Maria si sposò con il cugino olandese Guglielmo d'Orange, ma la dodicenne Anna non poté presenziare alle nozze perché si era ammalata di vaiolo, venendo confinata nelle sue stanze, e quando si riprese, la sorella era già partita per i Paesi Bassi per iniziare una nuova fase della sua vita con il marito. Il 28 luglio 1683 Anna sposò il principe protestante Giorgio di Danimarca, fratello di Cristiano V di Danimarca, un'unione politicamente malvista a causa delle simpatie danesi per la Francia, ma di grande felicità domestica, essendo i due di carattere simile e preferendo una vita tranquilla e ritirata a quella del gran mondo. Erano lontani cugini, dato che discendevano entrambi dal re di Danimarca Federico II attraverso la figlia Anna di Danimarca, che sposò Giacomo I ed era la bisnonna di Anna e la prozia di Giorgio. Due mesi dopo le nozze, Anna rimase incinta, ma diede alla luce una figlia nata morta. Nei due anni successivi ebbero due figlie, Maria e Anna Sofia. Quando Giacomo chiese alla figlia di fare battezzare Anna Sofia nella fede cattolica, Anna scoppiò in lacrime, e scrisse alla sorella che la Chiesa di Roma era malvagia e pericolosa e che molte delle sue cerimonie erano idolatria.
Quando Carlo II morì nel 1685 (convertendosi al cattolicesimo sul letto di morte) il padre di Anna ascese al trono con il nome di Giacomo II. Egli fu male accetto per la sua religione, e quando la sua seconda moglie, l'italiana e cattolica Maria Beatrice d'Este, gli diede un figlio (Giacomo Francesco Edoardo) il 10 giugno 1688, la sua impopolarità aumentò, poiché appariva certa la prospettiva che una discendenza cattolica avrebbe regnato sulla Gran Bretagna. Ma poco più tardi la sorella e il cognato di Anna, Maria e Guglielmo d'Orange (che aveva anche sangue Stuart, essendo cugino di primo grado delle principesse da parte di madre), invasero l'Inghilterra per deporre l'odiato Giacomo, che nel dicembre 1688 fuggì in Francia. Questi eventi divennero noti come la "Gloriosa Rivoluzione". Anna non si oppose e approvò le azioni di Guglielmo in una lettera.
Durante gli eventi immediatamente precedenti la rivoluzione Anna si tenne in disparte; tuttavia mantenne contatti epistolari con la sorella Maria ed era a conoscenza dei piani di invasione di Guglielmo. Dopo lo sbarco di Guglielmo in novembre, Anna si trovò in una posizione critica; probabilmente consigliata dai Churchill, abbandonò il re, lasciò Londra per Nottingham e poi Oxford, dove incontrò Guglielmo. L'anno seguente, un'apposita sessione del parlamento dichiarò che la fuga di Giacomo II equivaleva a un'abdicazione e quindi il trono doveva considerarsi vacante; la corona fu offerta congiuntamente a Guglielmo e Maria, che l'accettarono e regnarono insieme come co-regnanti, con i nomi di Guglielmo III e Maria II. Il Bill of rights del 1689 stabilì la successione: dopo Guglielmo e Maria il trono sarebbe toccato in primo luogo ai figli partoriti da Maria; in mancanza di essi ad Anna e ai suoi discendenti, e successivamente ai discendenti che Guglielmo avrebbe potuto avere da un successivo matrimonio.

### Guglielmo e Maria

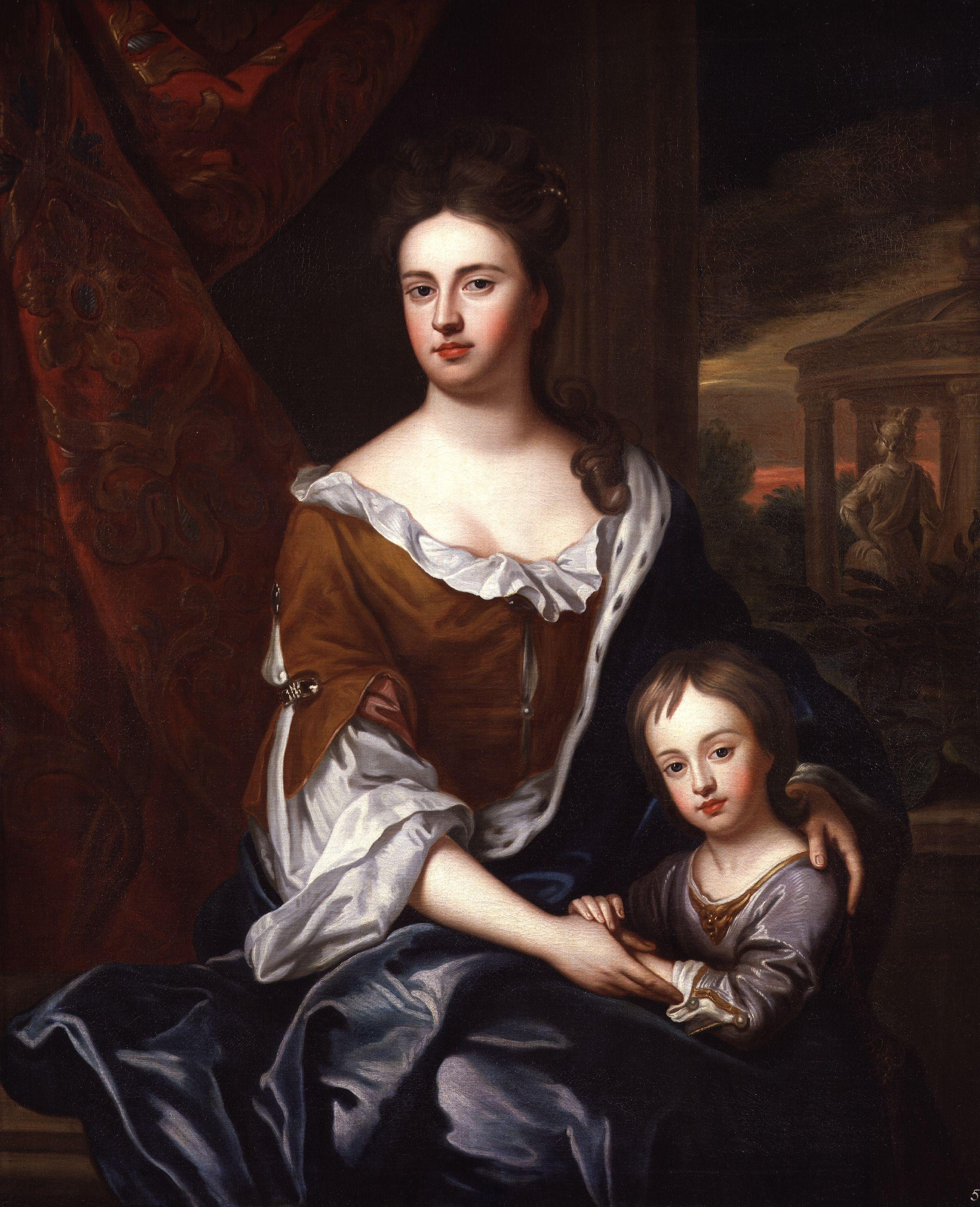
La regina Anna con il figlio Guglielmo, duca di Gloucester ed erede al trono, la cui morte prematura aprì la strada del trono agli Hannover

Poco dopo la loro ascesa al trono, Guglielmo e Maria concessero a John Churchill il titolo di conte di Marlborough; tuttavia nel 1692, sospettando che Lord Marlborough fosse un sostenitore del deposto re Giacomo, la regina Maria lo privò di tutte le sue cariche. Lady Marlborough fu allontanata dalla corte; allora anche Anna lasciò la sua residenza reale per seguire l'amica e fu privata della sua guardia d'onore, ai cortigiani venne proibito di andare a trovarla e le autorità civili vennero incaricate di ignorarla. Nello stesso anno, Anna diede alla luce un figlio, Giorgio, ad aprile, ma morì pochi minuti dopo. In quell'occasione, Maria le fece visita, ma anziché consolarla, le fece la ramanzina per la sua amicizia con Lady Malborough. Fu l'ultima volta che le due sorelle si videro. Due anni dopo, nel 1694, Maria morì di vaiolo a 32 anni, e Guglielmo III continuò a regnare da solo. Con l'obiettivo di migliorare la sua popolarità, Guglielmo restituì ad Anna il suo rango a corte, si riconciliò pubblicamente con lei e le permise di risiedere nel palazzo di St. James; tuttavia la tenne in disparte dal governo e non volle nominarla reggente nei periodi in cui egli era assente.
L'anno successivo Guglielmo, per riconquistare il suo favore, restituì a Marlborough le sue cariche; Anna in cambio gli diede il suo sostegno, anche se in questo periodo scrisse a suo padre chiedendogli il permesso di ascendere al trono alla morte di Guglielmo e promettendogli che al momento adatto glielo avrebbe restituito. Anna fu forse spinta a questo dalla voce (infondata) che Guglielmo avesse intenzione di designare come suo successore il figlio di Giacomo, a condizione che fosse allevato in Inghilterra come protestante.
Tra il 1684 e il 1700 Anna era rimasta incinta almeno diciassette volte; tuttavia per dodici volte abortì o diede alla luce figli nati morti; degli altri cinque figli, quattro morirono prima di compiere i due anni, mentre il quinto, Guglielmo, duca di Gloucester, morì a undici anni il 29 luglio 1700. Nello stesso anno, ci fu l'ultima gravidanza di Anna, ma anche questa finì male, con un figlio nato morto. Poiché Maria e Guglielmo non avevano avuto figli, Anna era la sola erede superstite al trono e questo metteva in pericolo la successione, in quanto, dopo di lei, il ramo cattolico della famiglia avrebbe potuto tentar di approfittare della situazione per recuperare lo scettro perduto.
Per ovviare a tali rischi nel 1701 il Parlamento approvò un Atto di Successione (Act of Settlement), che, in mancanza di discendenti di Anna o di Guglielmo, assegnava la corona a Sofia del Palatinato e ai suoi discendenti, confermando così l'esclusione di ogni altro pretendente di religione cattolica. Sofia era nipote in linea diretta di Giacomo I attraverso sua madre, Elisabetta di Boemia, che era prozia di Anna, in quanto figlia di Giacomo stesso e sorella maggiore di Carlo I, nonno paterno della futura regina. Anna, per parte sua, accettò queste decisioni sulla successione in favore della sua seconda cugina tedesca e protestante.

### Il regno prima dell'Atto di Unione

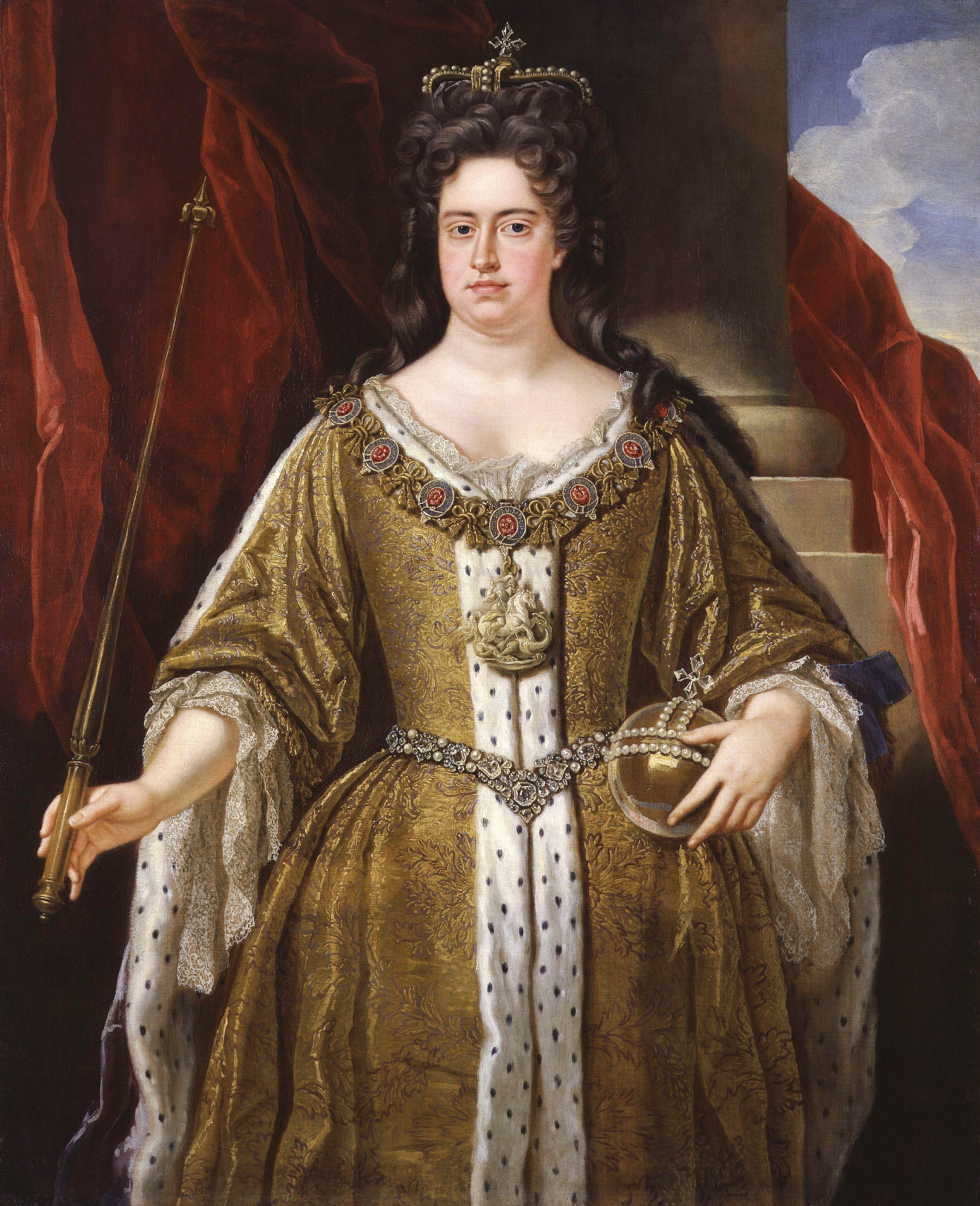
Ritratto della regina Anna con corona, globo e scettro. 1702, John Closterman

Guglielmo III morì l'8 marzo 1702 e Anna divenne regina (23 aprile). In questo periodo ebbe inizio la guerra di successione spagnola: in discussione era il diritto di Filippo, nipote del re di Francia Luigi XIV, di succedere al trono di Spagna. Il precedente re di Spagna, Carlo II, lo aveva nominato suo erede per testamento, ma la maggior parte degli Stati europei si opponeva, temendo che la famiglia reale francese divenisse eccessivamente potente. Il testamento di Carlo II prevedeva che Filippo dovesse rinunciare a ogni diritto al trono di Francia, ma Luigi XIV stabilì che questa clausola dovesse considerarsi nulla nel caso che i suoi eredi fossero morti.
Questa non era una preoccupazione irrealistica: infatti molti membri della famiglia di Luigi XIV furono uccisi dal vaiolo e da un focolaio di morbillo poco prima della sua morte, e fu il suo pronipote Luigi XV che divenne re di Francia all'età di cinque anni. Inoltre l'Inghilterra non gradiva che, dopo la morte di Giacomo II, Luigi XIV avesse proclamato Giacomo (detto il Vecchio Pretendente) re d'Inghilterra con il nome di Giacomo III. Quindi l'Inghilterra sostenne le pretese al trono di Spagna avanzate dall'arciduca Carlo d'Asburgo, il cugino austriaco del defunto Carlo II, futuro imperatore con il nome di Carlo VI e futuro padre di Maria Teresa d'Austria, la cui ascesa al trono darà inizio a un'altra guerra di successione in cui l'Inghilterra sarà coinvolta in futuro, la guerra di successione austriaca.
La guerra di successione spagnola (nota in Nord America come "guerra della regina Anna", la seconda delle guerre franco-indiane) sarebbe durata fino alla fine del regno di Anna, dominando sia la politica interna sia quella estera. Poco dopo l'ascesa al trono, Anna nominò suo marito Lord Ammiraglio, dandogli il comando della marina, e scelse Lord Marlborough come Capitano Generale, dandogli il comando dell'esercito. Marlborough inoltre fu creato cavaliere della Giarrettiera ed ebbe il titolo ducale. Sua moglie fu nominata Mistress of the Robes, la più alta carica a cui una donna potesse aspirare.

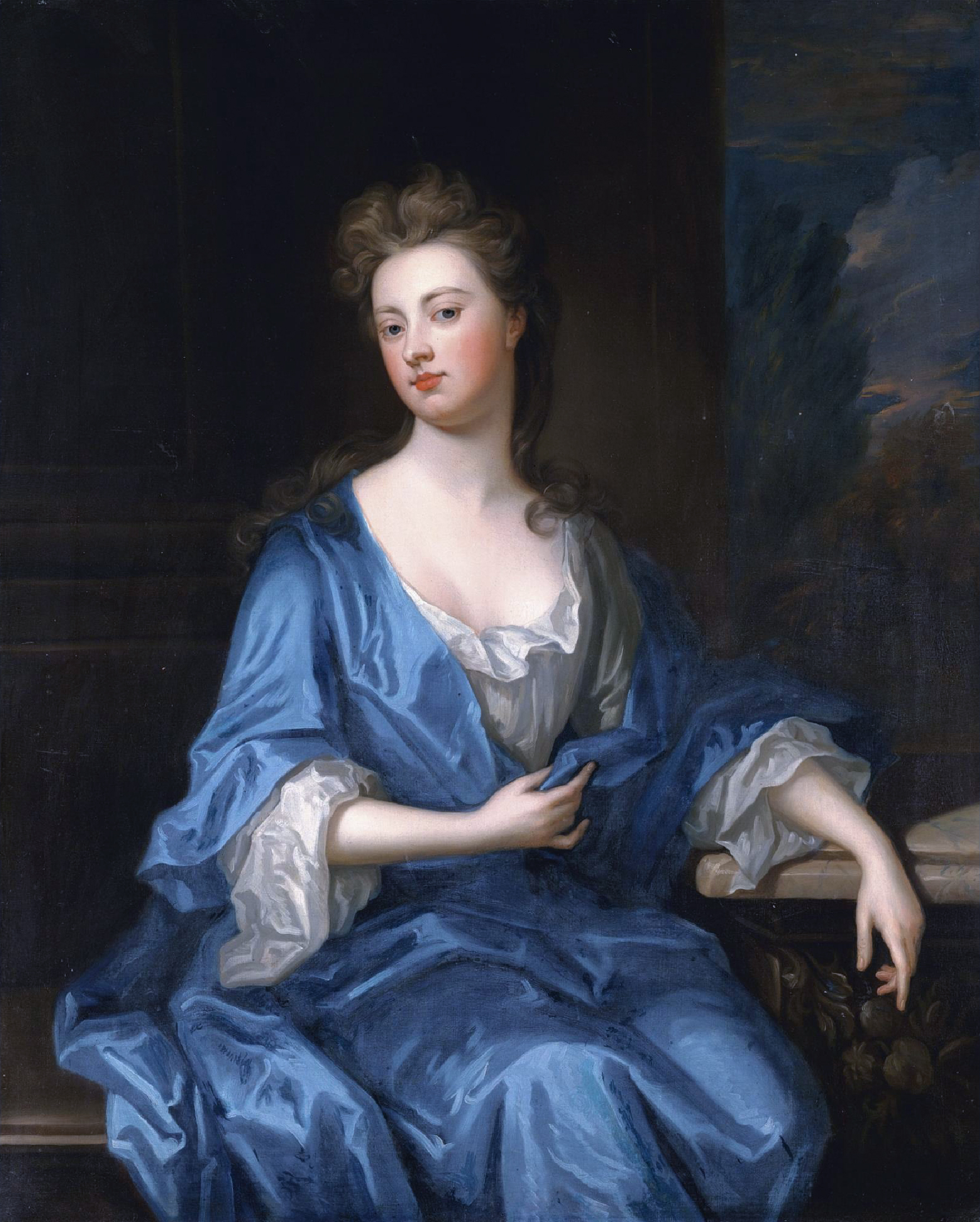
Sarah Churchill, duchessa di Marlborough e intima confidente della sovrana. Grazie alla sua amicizia con la regina divenne il vero potere dietro il trono.

All'inizio del regno di Anna il governo presieduto da Sidney Godolphin (all'epoca ancora barone, ma prossimo a essere nominato conte) era dominato dai tory. I whig (che, a differenza dei primi sostenevano con decisione la guerra) acquisirono una influenza molto maggiore dopo la grande vittoria ottenuta da Marlborough nella battaglia di Blenheim nel 1704. Grazie all'influenza di Marlborough quasi tutti i tory furono rimossi dal gabinetto; tuttavia Godolphin si alleò con Marlborough per garantirsi la permanenza in carica. Anche se Godolphin era il capo nominale del governo, il potere effettivo era esercitato da Marlborough e dai due segretari di Stato (Charles Spencer, III conte di Sunderland e Robert Harley). È da notare che sia il figlio di Godolphin sia Sunderland avevano sposato due delle figlie di Marlborough. Anche altri beneficiarono del nepotismo di Marlborough.

### L'unione tra Inghilterra e Scozia

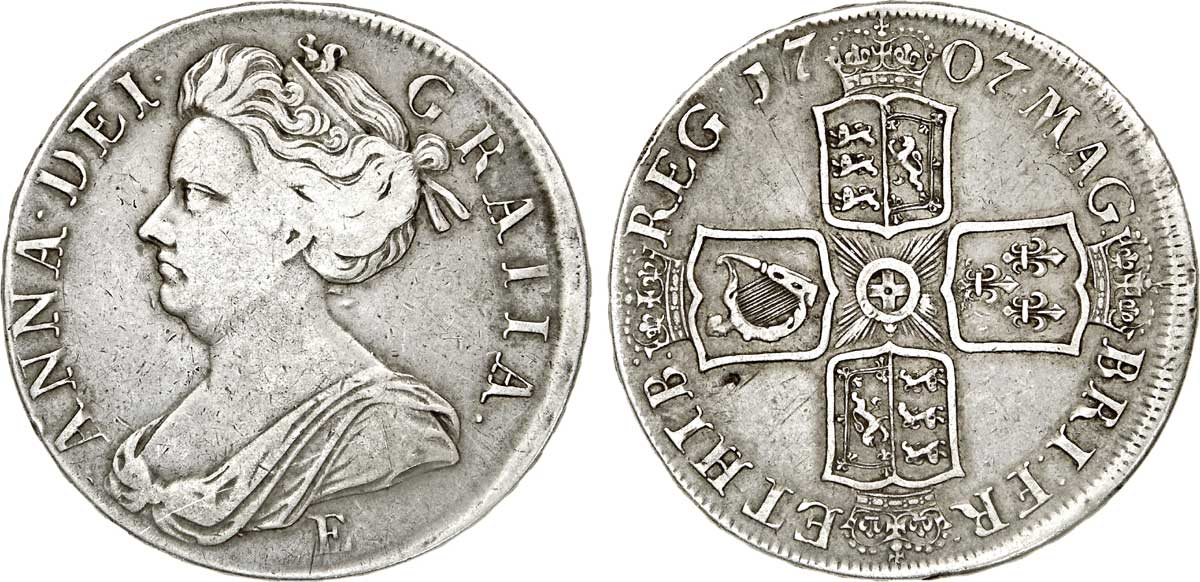
Anna di Gran Bretagna

Gli anni successivi del regno di Anna furono caratterizzati dai tentativi di fondere l'Inghilterra e la Scozia in un solo regno (i due paesi dal 1603 avevano lo stesso re, ma erano rimasti due Stati distinti). Quando aveva approvato l'Atto di Successione nel 1701, il parlamento inglese non aveva consultato quello scozzese, che, inoltre, desiderava la continuazione del casato degli Stuart. Il parlamento scozzese approvò un Act of Security (1704), in base al quale, in mancanza di eredi di Anna, attribuiva a sé il potere di scegliere il nuovo re di Scozia tra i discendenti protestanti della famiglia reale scozzese. Il prescelto non poteva essere il medesimo individuo che sarebbe salito al trono d'Inghilterra, a meno che non fossero soddisfatte svariate condizioni di carattere religioso, economico e politico.

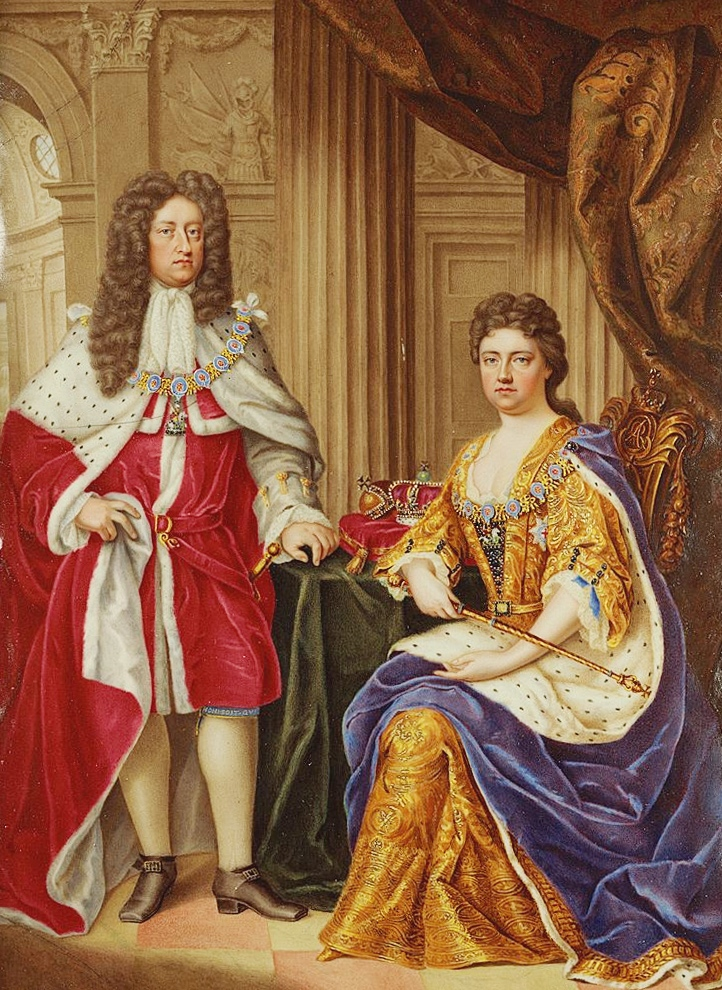
La regina Anna con il consorte, il principe Giorgio di Danimarca

La sanzione della corona (necessaria perché la legge entrasse in vigore) fu inizialmente rifiutata, ma fu concessa quando il parlamento scozzese rifiutò di imporre nuove tasse e minacciò di ritirare le truppe scozzesi dall'esercito che stava combattendo sul continente. Il parlamento inglese, temendo che una Scozia indipendente avrebbe ripristinato l'antica alleanza (Auld Alliance) che essa aveva avuto con la Francia, rispose con l'Alien Act del 1705, che imponeva sanzioni economiche contro la Scozia e stabiliva che i sudditi scozzesi sarebbero stati considerati stranieri (mettendo a repentaglio il loro diritto di possedere beni in Inghilterra), a meno che la Scozia abrogasse l'Act of Security o si dichiarasse disposta all'unione con l'Inghilterra. La Scozia scelse questa seconda via; le condizioni dell'unione furono negoziate da appositi delegati e il parlamento scozzese le approvò tra molti contrasti il 16 gennaio 1707. In applicazione di queste decisioni, l'Inghilterra e la Scozia, con l'Atto di Unione, si fusero in un solo regno, chiamato Gran Bretagna, il 1º maggio 1707.
I rapporti tra Anna e la duchessa di Marlborough si deteriorarono durante il 1707. La duchessa aveva un cattivo carattere e Anna cominciò a preferirle un'altra sua amica, Abigail Masham, baronessa Masham. Ella era cugina della duchessa e imparentata con uno dei ministri di Anna, Robert Harley, che attraverso di lei accrebbe la sua influenza sulla regina. Tuttavia Lord Godolphin e il duca di Marlborough, rivali di Harley, cercarono di indurre la regina a rimuoverlo e Anna fu costretta ad accettare le dimissioni di Harley nel 1708. Questo periodo fu politicamente dominato da un gruppo di cinque esponenti whig (Lord Sunderland, Thomas Wharton, John Somers, Charles Montagu barone di Halifax e Robert Walpole), detto "Whig Junto". Tuttavia Harley continuò ad avere influenza sulla regina come consigliere privato.
Il marito di Anna, il principe Giorgio di Danimarca, morì a ottobre del 1708. I capi whig erano insoddisfatti della sua direzione dell'Ammiragliato e alcuni di essi progettarono di richiederne la destituzione mentre egli era morente. Anna fu costretta a cercare il sostegno di Marlborough per impedire questa mossa. Tuttavia, dopo la morte del marito, Anna si allontanò ulteriormente dall'arrogante duchessa di Marlborough, preferendo la compagnia della più rispettosa Abigail Masham e ruppe definitivamente con la duchessa nel 1709.

### Ultimi anni
La crescente impopolarità della guerra di successione spagnola fu la causa della caduta dei whig. Robert Harley fu particolarmente abile nello sfruttare lo scontento diffuso per motivare l'elettorato. Il favore dell'opinione pubblica fu spinto ancor di più verso i tory quando il governo whig avviò un procedimento penale contro Henry Sacheverell, un ecclesiastico tory che aveva violentemente attaccato il governo per il suo atteggiamento di tolleranza religiosa. L'intensa reazione popolare contro questa iniziativa fece sì che Sacheverell ricevesse una condanna mite, il che fu un'umiliazione per i whig.
L'elezione del 1710 diede un'ampia maggioranza ai tory; poco dopo, Marlborough e i suoi parenti cominciarono a perdere le loro cariche. Godolphin fu rimosso il 7 agosto 1710; il nuovo gabinetto tory era guidato da Harley e ne faceva parte anche Henry Saint-John Bolingbroke. I tory desideravano porre termine alla guerra, temendo che una vittoria totale per l'Austria, che era il principale alleato della Gran Bretagna, per quest'ultima sarebbe stata altrettanto dannosa di una vittoria francese. Il governo tory era disposto a un compromesso che riconoscesse la corona di Spagna al pronipote di Luigi XIV, ma per i whig ciò era inaccettabile.
Questo contrasto fu risolto dagli eventi sul continente: l'Imperatore Giuseppe I, fratello maggiore dell'arciduca Carlo (il pretendente al trono di Spagna che i whig sostenevano) morì nel 1711; Carlo ereditò quindi l'Austria, l'Ungheria e fu eletto imperatore del Sacro Romano Impero. Se avesse ottenuto anche la Spagna, sarebbe divenuto troppo potente. La Gran Bretagna avviò negoziati con la Francia; Marlborough fu accusato di essersi appropriato di fondi pubblici e richiamato in patria alla fine del 1711; il comando delle truppe britanniche sul continente fu affidato a James Butler, duca di Ormonde, che condusse le operazioni in modo molto meno aggressivo.
Alla Camera dei comuni la schiacciante maggioranza tory era favorevole alla pace, ma alla Camera dei lord la situazione era diversa. Per impedire la conclusione della pace i whig si allearono con un gruppo di tory guidati da Daniel Finch, II conte di Nottingham . Per eliminare la maggioranza whig Anna reagì con la nomina, senza precedenti, di dodici nuovi Pari in una sola ripresa, il 1º gennaio 1712, assicurando così la ratifica del trattato di pace, concluso a Utrecht nel 1713.
In base ai termini del trattato Filippo di Borbone conservò la corona di Spagna e le colonie spagnole in America. La Spagna dovette cedere gli altri possedimenti che aveva in Europa; la Gran Bretagna ottenne Gibilterra e Minorca e anche alcune colonie francesi nell'America settentrionale.

### Morte
La salute di Anna peggiorò nel corso del 1713. Anna, che già soffriva di gotta, fu colpita da un'erisipela che le causò un ascesso e febbre, conducendola a 49 anni alla morte il 1º agosto 1714. Con lei si estingueva la linea diretta del casato degli Stuart. Fu sepolta nell'abbazia di Westminster; il suo cadavere era così rigonfio che dovette essere collocato in una larga bara di forma quasi quadrata. Fu tumulata nella cappella dell'antenato Enrico VII: una semplice lapide la ricorda insieme al principe consorte Giorgio di Danimarca.
L'erede designata dall'Act of Settlement del 1701, Sofia del Palatinato, era morta poco prima, l'8 giugno; la corona andò quindi a suo figlio George Louis von Hannover, che ascese, in unione personale, anche al trono britannico con il nome di Giorgio I. Nonostante avessero il sostegno di una parte dei tory, i pretendenti cattolici, tra cui Giacomo Francesco Edoardo Stuart, vennero ignorati e la successione di Giorgio non fu mai veramente in pericolo. Due sollevazioni a favore degli Stuart, nel 1715 e nel 1719, fallirono.

## Gravidanze e discendenza
Anna rimase incinta almeno diciassette volte, come da elenco riportato di seguito. Solo cinque gravidanze si conclusero con figli nati vivi, di cui solo uno superò la prima infanzia e sopravvisse fino ad undici anni d'età.
- Figlia nata morta (12 maggio 1684). Sepolta nell'Abbazia di Westminster.
- Maria (2 giugno 1685 - 8 febbraio 1687). Nata al Palazzo di Whitehall e morta al Castello di Windsor, di vaiolo. Sepolta nell'Abbazia di Westminster.
- Anna Sofia (12 maggio 1686 - 2 febbraio 1687). Nata e morta al Castello di Windsor, morì di vaiolo. Sepolta nell'Abbazia di Westminster.
- Aborto spontaneo (21 gennaio 1687).
- Figlio nato morto (22 ottobre 1687). Nato morto a Whitehall al settimo mese di gravidanza, ma è riportato che il bambino venne dichiarato morto in utero già un mese prima. Sepolto nell'Abbazia di Westminster[8].
- Aborto spontaneo (16 aprile 1688).
- Guglielmo, duca di Gloucester (24 luglio 1689 - 30 luglio 1700). Nato a Hampton Court e morto al Castello di Windsor, sepolto nell'Abbazia di Westminster. Le cause della sua morte non sono note con certezza.
- Maria (14 ottobre 1690). Nata e morta al Palazzo di St. James, sepolta nell'Abbazia di Westminster. Nacque prematura al settimo mese e morì dopo circa due ore.
- Giorgio (17 aprile 1692). Nato e morto a Syon House, visse appena il tempo necessario a battezzarlo. Sepolto nell'Abbazia di Westminster.
- Figlia nata morta (23 marzo 1693). Nata e morta a Berkeley House, sepolta nell'Abbazia di Westminster.
- Aborto spontaneo (21 gennaio 1694). Gli storici moderni hanno variamente scritto se si trattasse di un maschio[9] o di una femmina[7].
- Figlia nata morta (17 o 18 febbraio 1695). Nata prematura.
- Aborto spontaneo (20 settembre 1696). Le cronache riportano che la regina abortì due feti in due giorni successivi: uno di circa sette mesi e uno di circa due o tre, probabilmente il risultato di una gravidanza gemellare interrotta[10][11][12].
- Aborto spontaneo (25 marzo 1697).
- Aborto spontaneo (inizio dicembre 1697). Secondo le cronache, si trattava di due gemelli, probabilmente maschi[13].
- Figlio nato morto (15 settembre 1698). Nato e morto al Castello di Windsor, sepolto nella Cappella di San Giorgio. Il medico personale della regina scrisse che secondo lui il feto era morto in utero circa 10 giorni prima[14].
- Figlio nato morto (24 gennaio 1700). Nato e morto al Palazzo di St. James, sepolto nell'Abbazia di Westminster. Nato prematuro a sette mesi e mezzo, morto in utero circa un mese prima[15].

## Eredità
Il regno di Anna vide un accrescimento dell'influenza politica dei ministri, a scapito di quella della corona. Anna fu l'ultima sovrana britannica a non concedere l'assenso reale a una legge approvata dal parlamento, lo Scottish Militia Bill del 1708, con il quale veniva ordinata la leva di una milizia in Scozia. Di limitate doti intellettuali e preoccupata dai suoi problemi di salute, Anna permise che la politica fosse dominata dai suoi ministri (specialmente Robert Harley) e dalle sue amiche e confidenti Sarah Churchill, duchessa di Marlborough, e Abigail Masham. Lo spostamento del potere dalla corona ai ministri divenne ancora più accentuato in seguito, durante il regno di Giorgio I, il cui principale consigliere, Robert Walpole, è spesso descritto come il 1º primo ministro.
Nel 1709 Anna emise un proclama diretto agli abitanti della regione tedesca del Palatinato noto come Golden Book. Nel proclama Anna invitava la popolazione a scendere lungo il Reno fino a Rotterdam, da dove la marina britannica li avrebbe trasportati nelle colonie britanniche in America. Poiché il Palatinato era stato devastato nella guerra di successione spagnola, alcune migliaia di persone effettivamente raggiunsero i Paesi Bassi e di conseguenza il governo britannico fu costretto a trovar loro una sistemazione; più di tremila tedeschi si stabilirono così in Irlanda, principalmente nelle contee di Limerick e Wexford. La loro causa fu sostenuta anche dallo scrittore Daniel Defoe. I coloni tedeschi erano protestanti, sicché a ciascuno di loro fu consegnato un moschetto del tipo in uso nell'esercito britannico, che fu affettuosamente chiamato "moschetto della regina Anna". I loro discendenti vivono ancora oggi in Irlanda, anche se il loro numero è molto diminuito e il loro particolare dialetto tedesco è praticamente estinto.

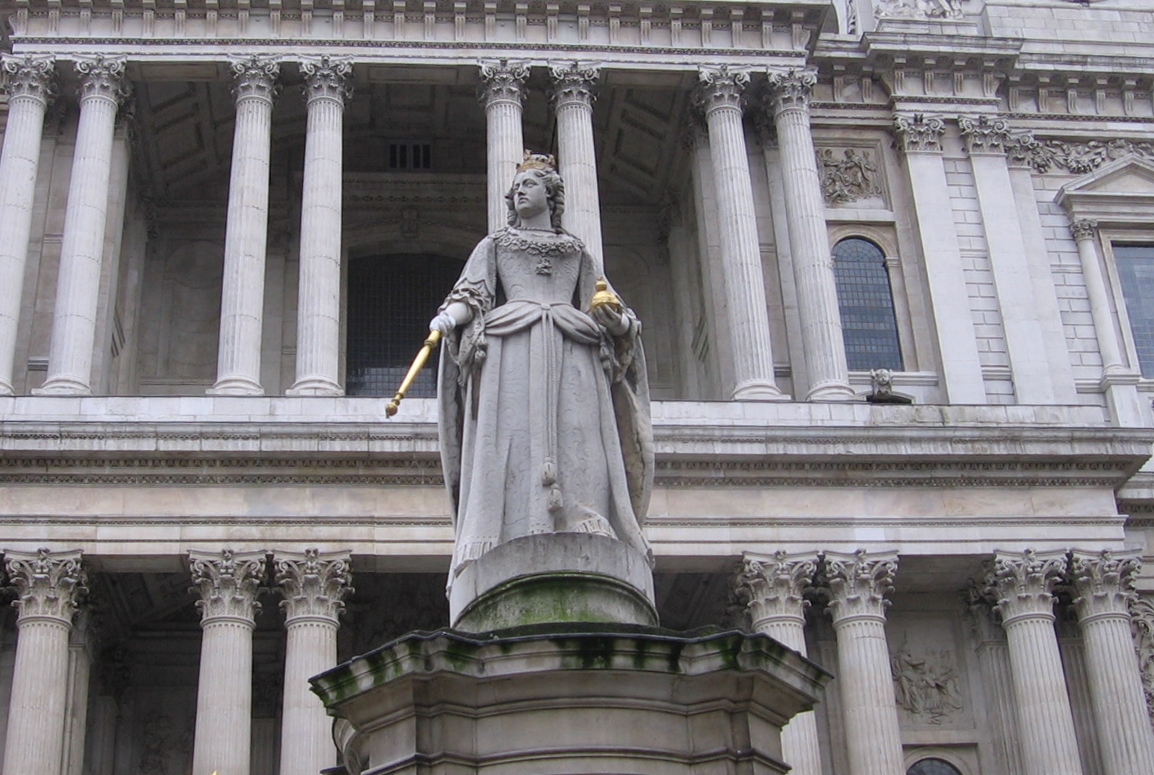
La statua della regina Anna davanti alla facciata della cattedrale di San Paolo a Londra

L'epoca di Anna vide anche importanti sviluppi in campo artistico, scientifico e letterario. In architettura, John Vanbrugh costruì eleganti edifici barocchi come Blenheim Palace (residenza dei duchi di Marlborough) e Castle Howard. La letteratura vide l'attività di autori come Daniel Defoe, Alexander Pope e Jonathan Swift. Isaac Newton visse durante il regno di Anna, anche se aveva compiuto le sue più importanti scoperte durante quello di Guglielmo e Maria. Il nome di Anna resta legato alla prima importante legge sul diritto d'autore (nota come Statute of Anne, 1709), che concedeva diritti esclusivi agli scrittori piuttosto che agli stampatori. Sotto il suo regno fu inaugurato nel 1711 l'ippodromo di Ascot.
Anna aveva un'inclinazione per il brandy e per questo a volte fu chiamata "Brandy Nan". La contea di Queen Anne, nello Stato americano del Maryland, prese il suo nome da Anna, che era regina quando la contea fu creata nel 1706.

## Ascendenza
|                                 |            |                      | Genitori                     |  |  | Nonni |  |  | Bisnonni                |  |  | Trisnonni                   |  |
|                                 |            |                      |                              |  |  |       |  |  | Giacomo I d'Inghilterra |  |  | Enrico Stuart, Lord Darnley |  |
|                                 |            |                      |                              |  |  |       |  |  | Giacomo I d'Inghilterra |  |  | Enrico Stuart, Lord Darnley |  |
|                                 |            | Maria I di Scozia    |                              |  |  |       |  |  | Giacomo I d'Inghilterra |  |  |                             |  |
| Carlo I d'Inghilterra           |            |                      |                              |  |  |       |  |  | Giacomo I d'Inghilterra |  |  |                             |  |
|                                 |            | Anna di Danimarca    | Federico II di Danimarca     |  |  |       |  |  |                         |  |  |                             |  |
|                                 |            | Anna di Danimarca    | Federico II di Danimarca     |  |  |       |  |  |                         |  |  |                             |  |
|                                 |            | Anna di Danimarca    | Sofia di Meclemburgo-Güstrow |  |  |       |  |  |                         |  |  |                             |  |
| Giacomo II d'Inghilterra        |            | Anna di Danimarca    |                              |  |  |       |  |  |                         |  |  |                             |  |
|                                 |            | Enrico IV di Francia | Antonio di Borbone           |  |  |       |  |  |                         |  |  |                             |  |
|                                 |            | Enrico IV di Francia | Antonio di Borbone           |  |  |       |  |  |                         |  |  |                             |  |
|                                 |            | Enrico IV di Francia | Giovanna III di Navarra      |  |  |       |  |  |                         |  |  |                             |  |
| Enrichetta Maria di Francia     |            | Enrico IV di Francia |                              |  |  |       |  |  |                         |  |  |                             |  |
|                                 |            | Maria de' Medici     | Francesco I de' Medici       |  |  |       |  |  |                         |  |  |                             |  |
|                                 |            | Maria de' Medici     | Francesco I de' Medici       |  |  |       |  |  |                         |  |  |                             |  |
|                                 |            | Maria de' Medici     | Giovanna d'Austria           |  |  |       |  |  |                         |  |  |                             |  |
| Anna di Gran Bretagna           |            | Maria de' Medici     |                              |  |  |       |  |  |                         |  |  |                             |  |
|                                 | Henry Hyde | Laurence Hyde        |                              |  |  |       |  |  |                         |  |  |                             |  |
|                                 | Henry Hyde | Laurence Hyde        |                              |  |  |       |  |  |                         |  |  |                             |  |
|                                 | Henry Hyde | Anne Sibell          |                              |  |  |       |  |  |                         |  |  |                             |  |
| Edward Hyde, conte di Clarendon | Henry Hyde |                      |                              |  |  |       |  |  |                         |  |  |                             |  |
|                                 |            | Mary Langford        | Edward Langford              |  |  |       |  |  |                         |  |  |                             |  |
|                                 |            | Mary Langford        | Edward Langford              |  |  |       |  |  |                         |  |  |                             |  |
|                                 |            | Mary Langford        | Mary St Barbe                |  |  |       |  |  |                         |  |  |                             |  |
| Lady Anna Hyde                  |            | Mary Langford        |                              |  |  |       |  |  |                         |  |  |                             |  |
|                                 |            | Sir Thomas Aylesbury | William Aylesbury            |  |  |       |  |  |                         |  |  |                             |  |
|                                 |            | Sir Thomas Aylesbury | William Aylesbury            |  |  |       |  |  |                         |  |  |                             |  |
|                                 |            | Sir Thomas Aylesbury | Anne Poole                   |  |  |       |  |  |                         |  |  |                             |  |
| Frances Aylesbury               |            | Sir Thomas Aylesbury |                              |  |  |       |  |  |                         |  |  |                             |  |
|                                 |            | Anne Denman          | Francis Denman               |  |  |       |  |  |                         |  |  |                             |  |
|                                 |            | Anne Denman          | Francis Denman               |  |  |       |  |  |                         |  |  |                             |  |
|                                 |            | Anne Denman          | Ann Blount                   |  |  |       |  |  |                         |  |  |                             |  |
|                                 |            | Anne Denman          |                              |  |  |       |  |  |                         |  |  |                             |  |

## Nella cultura di massa
La figura di Anna di Gran Bretagna è stata ritratta sul grande schermo nel film del 2018 La favorita, del regista Yorgos Lanthimos, dove il personaggio della regina è interpretato da Olivia Colman, che si è anche aggiudicata il Premio Oscar come miglior attrice per la sua interpretazione.

## Onorificenze

Il monogramma personale della regina Anna